# Die Höhle – Zeitschrift für Karst- und Höhlenkunde
Die Höhle – Zeitschrift für Karst- und Höhlenkunde ist eine Publikation des Verbandes Österreichischer Höhlenforscher und des Verbandes der deutschen Höhlen- und Karstforscher.

## Geschichte
Die Höhle erschien erstmals 1950, unmittelbar nach der Gründung des Österreichischen Dachverbands, deren Tagesordnung der Gründungsversammlung bereits die Herausgabe einer Fachzeitschrift enthielt. Bereits als 1954 in Deutschland die Vorgespräche der Gründung des späteren Verbandes der deutschen Höhlen- und Karstforscher geführt wurden, wurde die Mitherausgabe besprochen und später realisiert. Seit Beginn erschien sie mit vier Heften pro Jahrgang, ab 2004 wurden diese zu einer Ausgabe zusammengefasst, die im A4-Format in Farbe erscheint. Sie enthält wissenschaftliche Beiträge, die mittels Peer-Review von zwei Fachleuten begutachtet werden; der Forschungsteil enthält mit Bildern und Plänen bestückte Berichte über Neuforschungen in Höhlen. Zum Druck umfangreicherer Arbeiten und Dokumentation wurde darüber hinaus die Serie „Wissenschaftliche Beihefte zur Zeitschrift Die Höhle“ aufgelegt, von der bisher 60 Hefte erschienen sind (Stand 2016).